# Mie (prefectuur)

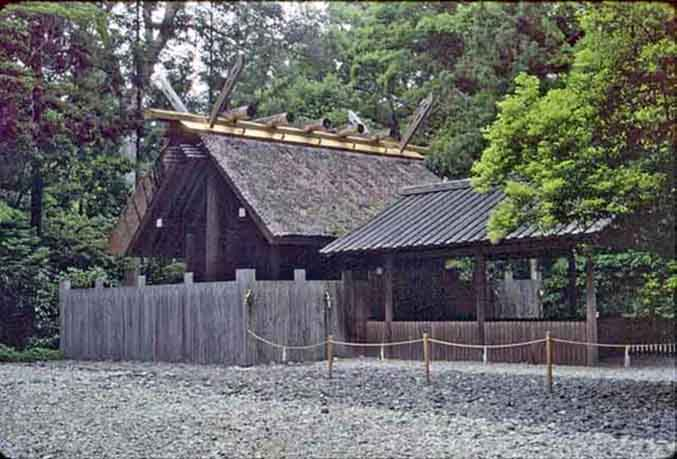
Een van de schrijnen in Ise (betsugū)

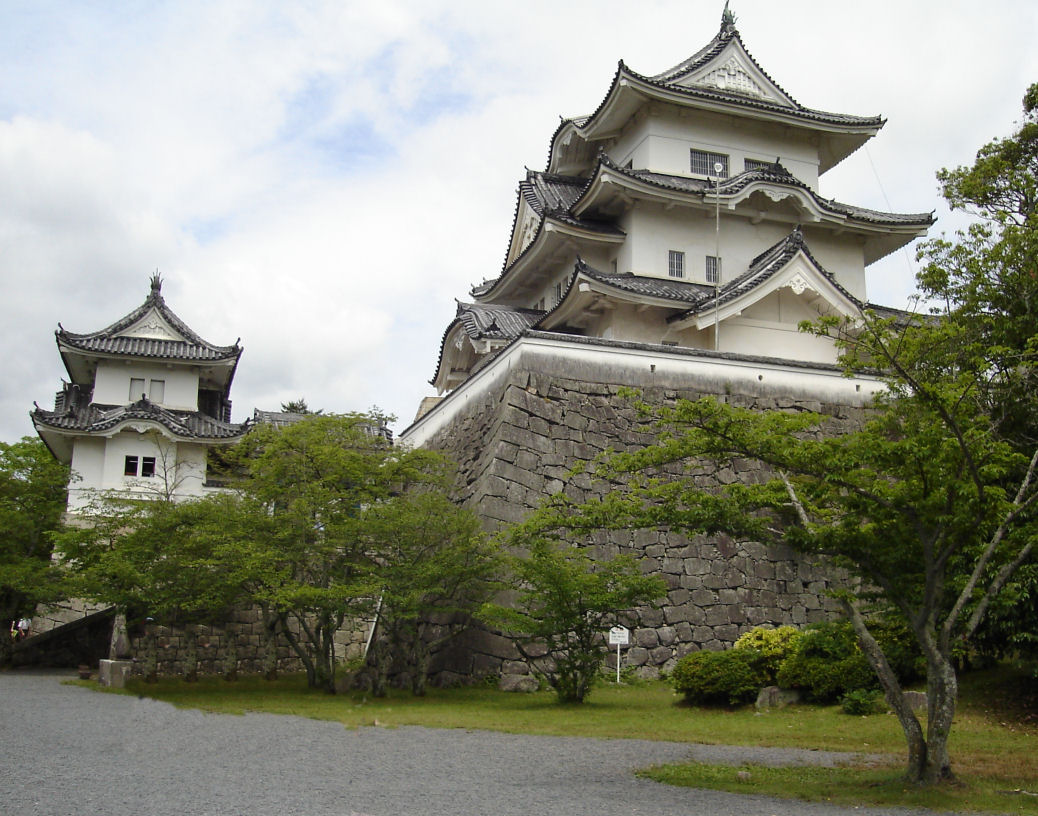
Kasteel van Ueno in Iga

De prefectuur Mie (Japans: 三重県, Mie-ken) is een Japanse prefectuur in de regio Kansai op Honshu. Mie heeft een oppervlakte van 5777,17 km² en had op 1 maart 2008 een bevolking van ongeveer 1.869.790 inwoners. De hoofdstad is de stad Tsu.

## Geschiedenis
De huidige prefectuur Mie is ontstaan uit de voormalige provincies Ise, Shima en Iga en het oostelijk deel van de provincie Kii. Het gebied werd herhaaldelijk gereorganiseerd tijdens de Meiji-periode. In 1871 werd het gebied ten noorden van de Kiso-rivieren en het gebied van de huidige stad Tsu samen de prefectuur Anōtsu. Het gebied ten zuiden hiervan werd de prefectuur Watarai. De hoofdstad van de prefectuur Anōtsu was Tsu. In 1872 werd de bestuurszetel verplaatst naar Yokkaichi en werd de naam van de prefectuur gewijzigd in prefectuur Mie. In 1873 werd Tsu opnieuw hoofdstad, en in 1876 werd het toenmalige Mie samengevoegd met de prefectuur Watarai, waarmee de prefectuur zijn huidige vorm kreeg.

## Geografie
De prefectuur Mie bevindt zich in het oosten van het schiereiland Kii. Mie wordt begrensd door de prefecturen Aichi, Gifu, Shiga, Kioto, Nara, en Wakayama. Mie wordt beschouwd als een deel van de regio Kansai. Enkele voorsteden van de nabijgelegen stad Nagoya bevinden op het grondgebied van de prefectuur. Het grootste deel van Mie is bergachtig. Het merendeel van de bevolking leeft geconcentreerd in de kustvlakte rondom de baai van Ise.

### Zelfstandige steden (市) shi
Er zijn 14 steden in de prefectuur Mie.
| - Iga - Inabe - Ise - Kameyama - Kumano - Kuwana - Matsusaka | - Nabari - Owase - Shima - Suzuka - Toba - Tsu (hoofdstad) - Yokkaichi |

### Gemeenten (郡 gun)
De gemeenten van Mie, ingedeeld naar district:
| District   | Gemeenten                             |
| ---------- | ------------------------------------- |
| Inabe      | Toin                                  |
| Kitamuro   | Kihoku                                |
| Kuwana     | Kisosaki                              |
| Mie        | Asahi - Kawagoe - Komono              |
| Minamimuro | Kiho - Mihama                         |
| Taki       | Meiwa - Odai - Taki                   |
| Watarai    | Minami-ise - Taiki - Tamaki - Watarai |

### Fusies
(Situatie op 10 januari 2006) 
Zie ook: Gemeentelijke herindeling in Japan
- Op 1 oktober 2004 fuseerden alle gemeenten van het District Shima, met name Ago, Daio, Hamajima, Isobe en Shima tot de nieuwe stad Shima. Door deze fusie verdween het District Shima.
- Op 1 november 2004 fuseerde de stad Ueno met de gemeenten Iga, Ayama, Shimagahara, Aoyama, Ōyamada en de districten Ayama en Naga tot de nieuwe stad Iga.
- Op 6 december 2004 werden de gemeenten Nagashima en Tado van het District Kuwana bij de stad Kuwana gevoegd.
- Op 1 januari 2005 werden de gemeenten Ureshino en Mikumo van het District Ichishi en de gemeenten van het District Iinan bij de stad Matsusaka gevoegd. Door deze fusie verdween het District Iinan.
- Op 11 januari 2005 werd de gemeente Seki van het District Suzuka bij de stad Kameyama gevoegd. Door deze fusie verdween het District Suzuka.
- Op 7 februari 2005 werd de gemeente Kusu van het District Mie bij de stad Yokkaichi gevoegd.
- Op 14 februari 2005 gingen de gemeenten Kisei, Omiya en Ouchiyama van het District Watarai op in de nieuwe gemeente Taiki.
- Op 1 oktober 2005 gingen de gemeenten Nansei en Nanto van het District Watarai op in de nieuwe gemeente Minami-ise.
- Op 1 oktober 2005 gingen de gemeenten Kiinagashima en Miyama van het District Kitamuro op in de nieuwe gemeente Kihoku.
- Op 1 november 2005 werd de gemeente Kiwa van het District Minamimuro bij de stad Kumano gevoegd.
- Op 1 november 2005 werden de gemeenten Futami, Obata en Misono van het District Watarai bij de stad Ise gevoegd.
- Op 1 januari 2006 fuseerden de steden Tsu en Hisai met de districten Age en Ichishi tot de nieuwe stad Tsu. Door deze fusieverdwenen de districten Age en Ichishi.
- Op 1 januari 2006 gingen de gemeenten Seiwa en Taki van het District Taki op in de nieuwe gemeente Taki.
- Op 10 januari 2006 werden de gemeenten Odai en Miyagawa van het District Taki samengevoegd tot de nieuwe gemeente Odai.
- Op 10 januari 2006 fuseerden de gemeenten Kiho en Udono van het District Minaminuro tot de nieuwe gemeente Kiho.

## Bezienswaardigheden
- Het Ise-schrijn
- Het Kasteel van Ueno